# Sabine Petzl

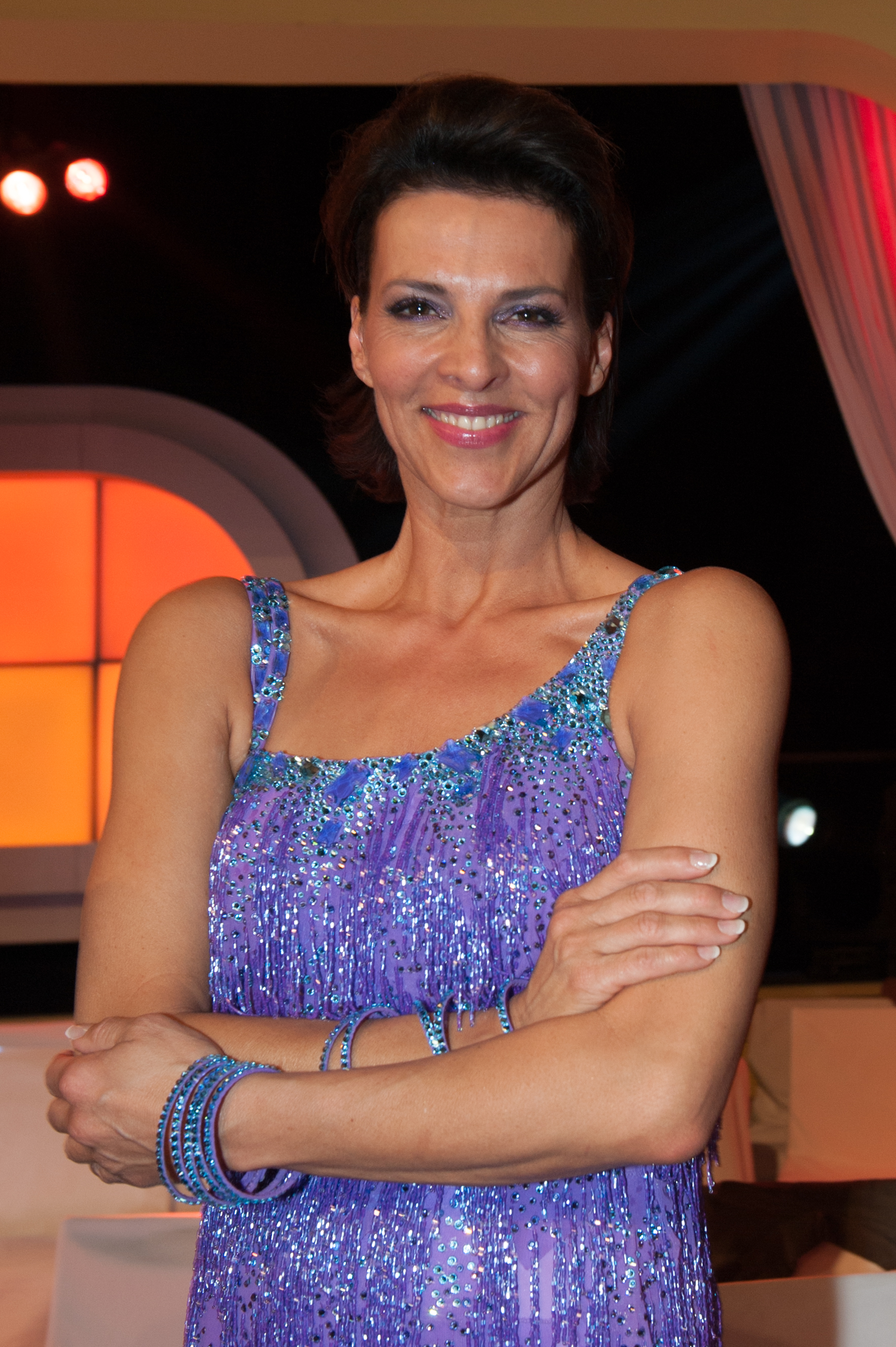
Sabine Petzl 2016

Sabine Petzl (* 9. August 1965 in Wien) ist eine österreichische Schauspielerin und Moderatorin. Seit 2022 arbeitet sie für das rechtsextreme Medienportal AUF1.

## Leben
Sabine Petzl wuchs in Niederösterreich auf und absolvierte eine Ausbildung an der Universität für Musik und darstellende Kunst Wien sowie eine Sprecherausbildung an der Moderatorenschule Logo in Frankfurt am Main. Sie nahm Schauspielunterricht beim Hollywood Acting Workshop in Los Angeles und ist seit April 2014 ausgebildete Kommunikationstrainerin.
Ihr erstes Bühnen-Engagement hatte Petzl im Stadttheater Berndorf bei den Sommerspielen unter der Intendanz von Felix Dvorak. Ihren ersten Fernsehauftritt hatte sie 1991 als Programmansagerin beim ORF und erhielt dafür 1994 eine Romy als beliebteste Programmansagerin. 1994 folgte ihr erster Fernsehauftritt in der Serie Kommissar Rex, dem sich weitere Fernsehserien und Filme anschlossen. Petzls bekannteste Rolle ist die der Rettungshubschrauberpilotin Biggi Schwerin in der Serie Medicopter 117 – Jedes Leben zählt. Daneben ist sie auch immer wieder in Theaterproduktionen zu sehen und spielte zuletzt in Norddeutschland an der Ostsee die weibliche Hauptrolle Saskia Berg in der ZDF-Serie Küstenwache.
Außerdem tritt sie regelmäßig mit ihrem Kinderbuchkino KIBUKI in Österreich und Deutschland auf, mit dem sie bereits im Kindergarten die Lust am Lesen zu fördern will. Petzl arbeitet auch als Kommunikationstrainerin im deutschsprachigen Raum. Nach fünf Jahren in Salzburg zog sie 2020 nach Niederösterreich zurück.
Petzl ließ sich 2015 für die August-Ausgabe des deutschen Playboy als 49-Jährige fotografieren, um "Frauen damit Mut zu machen". 2016 nahm sie, auch weil sie als Kind Balletttänzerin werden wollte, an der ORF-Show Dancing Stars teil und erreichte mit ihrem Tanzpartner Thomas Kraml den vierten Platz.

## Kontroverse
Während der COVID-19-Pandemie trat sie öffentlich als Kritikerin der Coronapolitik der Regierung in Erscheinung. Ende Jänner 2022 nahm sie an einer Diskussion im Talk im Hangar 7 teil und im März 2022 trat sie bei einer Demonstration in Wien als Rednerin auf. Seit November 2022 gehört sie zum Moderatorenteam beim verschwörungsideologischen österreichischen Medienportal AUF1.

## Fernsehen (Auswahl)
- 1991: Programmsprecherin beim ORF
- 1994–1996: Kommissar Rex – Ein mörderischer Sommer, Der Duft des Todes, Mörderische Leidenschaft (Fernsehserie)
- 1995, 1999: Dr. Stefan Frank – Der Arzt, dem die Frauen vertrauen (Fernsehserie)
- 1995–1996: So ist das Leben! Die Wagenfelds (Fernsehserie)
- 1996: Die Unzertrennlichen (Fernsehfilm)
- 1996: Wildbach (Fernsehserie)
- 1997–2002: Medicopter 117 – Jedes Leben zählt (Fernsehserie)
- 1998: Siska – (Folge 1: Der neue Mann) als Siskas Frau (Fernsehserie)
- 1998: Schlosshotel Orth (Fernsehserie)
- 1999: Nikola (Fernsehserie)
- 1999: Motorradcops
- 1999–2000: Zwei Männer am Herd (Fernsehserie)
- 2000: Kaisermühlen Blues (Fernsehserie)
- 2000: Der Alte – Der letzte Geburtstag (Fernsehserie)
- 2000: Kommissar Rex – Tod per Internet (Fernsehserie)
- 2000: Ritas Welt (Fernsehserie)
- 2001: Reise des Herzens (Fernsehfilm)
- 2001–2002: Frisch gekocht ist halb gewonnen (Fernsehmagazin)
- 2002: Die Dickköpfe (Fernsehfilm)
- 2003: Kommissar Rex – Vitamine zum Sterben (Fernsehserie)
- 2004: Das Traumhotel – Sterne über Thailand (Fernsehserie)
- 2004: Der Alte – Ein tödliches Drama, Der Tangomord (Fernsehserie)
- 2004: Trautmann – Das Spiel ist aus (Fernsehserie)
- 2005: Siska (Fernsehserie)
- 2005: Der Alte – Folge 304: Angst (Fernsehserie)
- 2005: Weißblaue Wintergeschichten (Fernsehfilm)
- 2006: Soko Donau – Schmutzige Geschäfte (Fernsehserie)
- 2007–2016: Küstenwache (Fernsehserie)
- 2007: Der Alte
  - Folge 316: Tag der Rache
  - Folge 321: Der Lockvogel
- 2008: Der Alte – Opfer Nummer Vier (Fernsehserie)
- 2009: Liebe, Babys und ein großes Herz – Liebe, Babys und der Zauber Afrikas (Fernsehfilm)
- 2013: SOKO Donau („Klassentreffen“, Serie)
- 2016: Euro Club (Fernsehfilm)
- 2018: Sehr Witzig!? Der Witze-Stammtisch (TV-Show)
- 2019: Der Bergdoktor – Die große Kälte (Fernsehserie)
- 2020: The Masked Singer Austria als Katze
- 2020: Aktenzeichen XY ungelöst – Figaro
- 2021: Dinner für Zwei mit Joesi Prokopetz[16][17]
- 2022: Nachrichtensprecherin bei AUF1
- 2023: Letzter Saibling (Fernsehreihe)

## Theater
- 1993/94: Theaterfestspiele Berndorf
- 1998: Theater Drachengasse, Wien
- 2002: Theater in der Josefstadt, Wien
- 2003: Sommerfestspiele Mödling